# فرخرو بارسا
فرخرو بارسا (بالفارسية: فرخرو پارسای) ‏(22 مارس 1922 - 8 مايو 1980)، هي طبيبة وتربوية وبرلمانية إيرانية. شغلت منصب وزيرة التعليم في إيران في حكومة ما قبل الثورة الإسلامية. وتعتبر أول وزيرة في حكومة إيرانية.
كانت بارسا من المدافعات عن حقوق المرأة في إيران. وتم إعدامها رمياً بالرصاص في 8 مايو 1980 بعد وصول الإسلاميين للحكم في إيران، لأسباب دينية.[بحاجة لمصدر]